# Lintgen
Lintgen (en luxembourgeois : Lëntgen ) est une localité luxembourgeoise et le chef-lieu de la commune portant le même nom située dans le canton de Mersch.

## Géographie
Lintgen est située sur l'Alzette, un affluent de la Sûre.

### Sections de la commune
- Gosseldange
- Lintgen (siège)
- Prettingen

### Voies de communication et transports
La commune est desservie par le Régime général des transports routiers (RGTR) et exploite un service « City-Bus » sur réservation, nommé « Lëntgen Express ».

## Politique et administration

### Liste des bourgmestres
| Identité                                  | Période | Période                        | Durée  | Étiquette |
| Identité                                  | Début   | Fin                            | Durée  | Étiquette |
| ----------------------------------------- | ------- | ------------------------------ | ------ | --------- |
| Ambroise Heuardt (d) (1774 - 1825)        | 1808    | 1825 (mort en cours de mandat) | 17 ans |           |
| Michel Dondelinger (d)                    | 1825    | 1830                           | 5 ans  |           |
| Henri Klein (d)                           | 1830    | 1848                           | 18 ans |           |
| Etienne Welter (d)                        | 1848    | 1849                           | 1 an   |           |
| Henri Witry (d)                           | 1849    | 1857                           | 8 ans  |           |
| Johann Peter Heuardt (d)                  | 1858    | 1861                           | 3 ans  |           |
| Henri Witry (d)                           | 1861    | 1866                           | 5 ans  |           |
| Nicolas Klein (d)                         | 1867    | 1898                           | 31 ans |           |
| Gérard Schoellen (d)                      | 1898    | 1909                           | 11 ans |           |
| Nicolas Petges (d)                        | 1909    | 1912                           | 3 ans  |           |
| Pierre Pesch (d)                          | 1912    | 1918                           | 6 ans  |           |
| Antoine Wolff (d)                         | 1918    | 1926                           | 8 ans  |           |
| Albert Stoffel (d)                        | 1926    | 1941                           | 15 ans |           |
| Adolf Schultz (d)                         | 1941    | 1944                           | 3 ans  |           |
| Albert Stoffel (d)                        | 1944    | 1945                           | 1 an   |           |
| Jean Donnersbach (d)                      | 1945    | 1972                           | 27 ans |           |
| Charles Reiffers (d)                      | 1973    | 1986                           | 13 ans |           |
| Gusty Casagranda (d) (années 1920 - 2009) | 1987    | 1991                           | 4 ans  |           |
| Pierre Weicherding (d)                    | 1991    | 1993                           | 2 ans  |           |
| Henri Wurth (d)                           | 1994    | 2023                           | 29 ans |           |
| Louis Pinto (d) (né en 1960)              | 2023    | En cours                       | 2 ans  |           |

- Source : Emile Gruber, « Bourgmestres de la commune de Lintgen », De Gemengebuet : Informatiounsblat vun der Gemeng Lëntgen, no 10,‎ septembre 2008, p. 43 (lire en ligne).

## Population et société

### Démographie
L'évolution du nombre d'habitants est connue à travers les recensements de la population effectués dans le pays depuis 1821. Les recensements décennaux de la population permettent de caler les chiffres sur la composition de la population par sexe, âge, nationalité et commune de résidence. Entre deux recensements, la population au 1er janvier de l’année {\displaystyle x} est évaluée en ajoutant à la population au 1er janvier de l’année {\displaystyle x-1} les soldes naturel (naissances {\displaystyle -} décès) et migratoire (arrivées {\displaystyle -} départs) de l'année. La même méthode est appliquée pour la répartition par âge au 1er janvier et les effectifs totaux par nationalité. Depuis le 1er septembre 2023, le Luxembourg dénombre 100 communes.
Au 1er janvier 2024, la commune comptait 3 487 habitants.
| 1821  | 1851  | 1871  | 1880  | 1890  | 1900  | 1910  | 1922  | 1930  |
| ----- | ----- | ----- | ----- | ----- | ----- | ----- | ----- | ----- |
| 1 097 | 1 410 | 1 381 | 1 277 | 1 067 | 1 036 | 1 043 | 1 078 | 1 333 |

| 1935  | 1947  | 1960  | 1970  | 1978  | 1979  | 1981  | 1983  | 1984  |
| ----- | ----- | ----- | ----- | ----- | ----- | ----- | ----- | ----- |
| 1 322 | 1 303 | 1 365 | 1 532 | 1 605 | 1 615 | 1 616 | 1 620 | 1 640 |

| 1985  | 1986  | 1987  | 1988  | 1989  | 1990  | 1991  | 1992  | 1993  |
| ----- | ----- | ----- | ----- | ----- | ----- | ----- | ----- | ----- |
| 1 650 | 1 690 | 1 710 | 1 720 | 1 754 | 1 790 | 1 841 | 1 945 | 1 962 |

| 1994  | 1995  | 1996  | 1997  | 1998  | 1999  | 2000  | 2001  | 2002  |
| ----- | ----- | ----- | ----- | ----- | ----- | ----- | ----- | ----- |
| 2 015 | 2 055 | 2 083 | 2 113 | 2 119 | 2 149 | 2 166 | 2 226 | 2 245 |

| 2003  | 2004  | 2005  | 2006  | 2007  | 2008  | 2009  | 2010  | 2011  |
| ----- | ----- | ----- | ----- | ----- | ----- | ----- | ----- | ----- |
| 2 303 | 2 350 | 2 397 | 2 387 | 2 456 | 2 431 | 2 473 | 2 483 | 2 605 |

| 2012  | 2013  | 2014  | 2015  | 2016  | 2017  | 2018  | 2019  | 2020  |
| ----- | ----- | ----- | ----- | ----- | ----- | ----- | ----- | ----- |
| 2 685 | 2 734 | 2 770 | 2 798 | 2 811 | 2 902 | 3 039 | 3 108 | 3 155 |

| 2021  | 2022  | 2023  | 2024  | - | - | - | - | - |
| ----- | ----- | ----- | ----- | - | - | - | - | - |
| 3 235 | 3 398 | 3 436 | 3 487 | - | - | - | - | - |

Le graphique qui aurait dû être présenté ici ne peut pas être affiché car il utilise l'ancienne extension Graph, désactivée pour des questions de sécurité. Des indications pour créer un nouveau graphique avec la nouvelle extension Chart sont disponibles ici.

## Culture
Lintgen a accueilli le festival de musique Open Air Field.